# Famille Didot
Pour les articles homonymes, voir Didot.
 (octobre 2024).
La famille Didot est une dynastie d’imprimeurs, éditeurs et typographes français qui commence au début du XVIIIe siècle et s'est poursuivie jusqu'à la vente en 1999 par Pierre Firmin-Didot de l'imprimerie Firmin-Didot à Mesnil-sur-l'Estrée (Eure).

## Historique
En 1999, l'imprimerie Firmin-Didot, installée à Mesnil-sur-l'Estrée (Eure), est rachetée par le groupe CPI.

## Personnalités

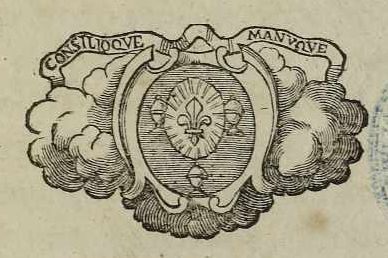
Marque de Pierre-François Didot.

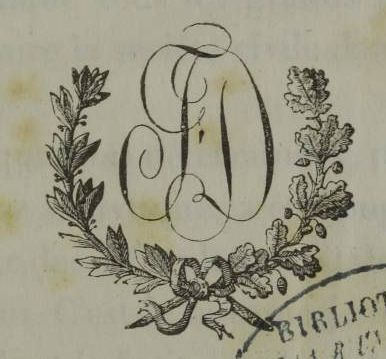
Marque de Firmin-Didot.

- François Didot (1689-1757), le premier imprimeur de cette famille. Il était l’ami de l’abbé Prévost, publia tous ses ouvrages. Il ouvrit sa librairie À la Bible d’Or en 1713, à l'angle du quai des Grands-Augustins et de la rue Séguier, à Paris.
- Marguerite Didot (d) (1696-1766), née Marguerite Ravenel. Elle épouse François en 1716. À la mort de François, elle lui succède dans sa librairie jusqu’en 1762, en tant qu’imprimeuse-libraire.
- François-Ambroise Didot dit Didot l’aîné (1730-1804), leur fils. On lui doit l’invention du système du point typographique. Il réalisa de belles éditions avec les types élégants gravés par son fils Firmin.
- Pierre-François Didot (1732-1795), son frère. Il fut nommé imprimeur de la cour. Deux de ses fils, Henri Didot et Saint-Léger Didot se distinguèrent, le premier comme graveur en caractères et comme inventeur de la fonderie polyamatype, le second, par l’invention du papier sans fin. Son troisième fils, Didot jeune, hérita de son imprimerie.
- Henri Didot (1765-1862)
- Saint-Léger Didot (1767-1829) développa la première machine à produire le papier en continu.
- Édouard Didot (1797-1825), fils du précédent, s'est consacré à l'étude de la littérature britannique.
- Pierre Didot (1760-1853), fils aîné de François-Ambroise, lui succéda comme imprimeur en 1789 et continua l’impression de volumes de qualité dont les caractères étaient gravés par son frère Firmin. Son fils, Jules Didot lui succéda.
- Jules Didot (1794-1871)
- Firmin Didot (1764-1836), second fils de François-Ambroise Didot, est le membre le plus connu de la famille.
- Ambroise Firmin Didot (1790-1876), fils de Firmin reprend avec son frère l’entreprise développée par leur père.
- Hyacinthe Firmin Didot (1794-1880), frère du précédent.
- Alfred Firmin-Didot  (1828-1913), fils d’Ambroise, imprimeur éditeur, succède à son père et à son oncle.
- Pierre Firmin-Didot (1921-2001), descendant du précédent, imprimeur éditeur et mécène.